# Orix
|  | Per a altres significats, vegeu «Oryx (desambiguació)». |

Orix fou la marca comercial dels automòbils que fabricà de forma artesanal el català Joan Ramírez als seus tallers de Barcelona entre 1952 i 1954 (Ramírez tenia dos tallers al barri de Sants, l'un al carrer Alcolea i l'altre al carrer Càceres).
Cal no confondre els cotxes Orix amb els alemanys Oryx, fabricats entre 1906 i 1915 per l'Oryx Motoren Werke de Reinickendorf, Berlín.

## Història
Joan Ramírez (1908-1996), net del fabricant de les bicicletes i motocicletes Montpeó, fou un conegut mecànic, ciclista i pilot de motociclisme i d'automobilisme. Al seu taller del carrer Alcolea, a banda dels vehicles dels seus clients hi preparava les motos i cotxes que després pilotava a les competicions, entre els darrers un Nacional Pescara i un Ricart. El 1950 va decidir de construir ell mateix un motor de motocicleta tipus BMW, però de major cilindrada i potència. El resultat final cubicava 610 cc (72 x 75 mm) i lliurava 20 CV a 6.000 rpm. Finalment, va decidir d'instal·lar-lo en un cotxe, un petit descapotable de dues places, el qual batejà "Orix" i matriculà amb el número de placa B-81.544.

### La primera sèrie
El primer prototip debutà a la Pujada a la Rabassada el 10 de desembre de 1950 i va guanyar àmpliament la seva categoria. Després de seguir-lo desenvolupant i participant-hi amb èxit en diverses curses durant els anys 1951 i 1952, Joan Ramírez començà a rebre'n diverses comandes, de manera que n'inicià la fabricació d'una petita sèrie, ara ja amb carrosseria tancada i format de petit sedan de 2+2 places, dues portes i línia arrodonida, totalment artesanal. Al llarg de 1953, Ramírez en va construir i lliurar 12 unitats. Sobre alguns d'aquests cotxes es van fer carrosseries especials, de quatre places i també cupè de dues places.
Els Orix es produïen a un ritme molt lent, gairebé per encàrrec. Costaven entre 50.000 i 60.000 pts de l'època i, atès que Ramírez no tenia prou mitjans, era el client qui el finançava pagant-li el cotxe per avançat.

### La segona sèrie (tipus "Volkswagen")

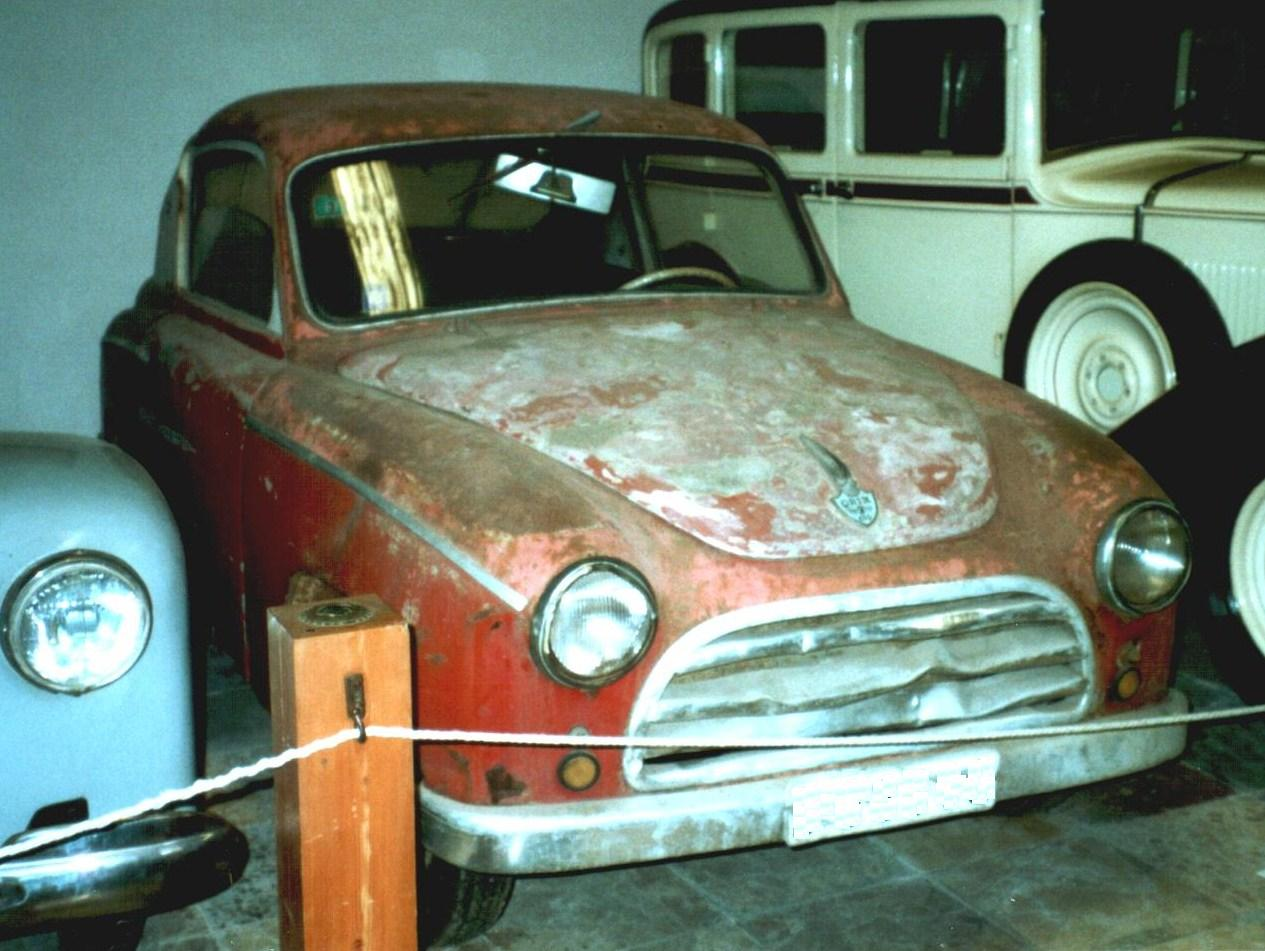
Un Orix dels volts de 1954, pendent de restauració

Després de l'èxit comercial del seu primer model, a començaments de 1954 Joan Ramírez en creà un de quatre places, més gran, amb el mateix motor millorat (ara declarava 27 HP a 5.500 rpm). De línia molt similar al primer Volkswagen Escarabat, fou presentat a la Fira de Mostres de Barcelona el maig de 1954. A causa de la gran semblança amb el Volkswagen, gairebé un plagi, la marca alemanya va protestar però finalment Ramírez els va convèncer de les importants diferències i avantatges del seu disseny.
El juny d'aquell any, Ramírez va demanar una autorització per tal d'ampliar l'activitat del seu taller del carrer Càceres i passar de reparació a fabricació d'automòbils. En aquell moment va declarar que calculava poder construir uns 100 Orix anuals, però a la llarga només en va arribar a fer al voltant de 14, a més de dos prototips. El procés de fabricació artesanal, lent i car, feia que el negoci no fos rendible i finalment Joan Ramírez cessà la producció dels Orix a finals de 1954.

### El projecte frustrat
Abans d'abandonar la construcció dels Orix, Joan Ramírez va ser temptat pel Ministeri d'Indústria espanyol de muntar-li una fàbrica a Vitòria (País Basc), però no s'hi va avenir perquè volia seguir produint a Catalunya. Mirant de muntar-la ell a Barcelona, va convocar a casa seva un grup de banquers locals, acompanyats d'un important industrial, disposats a estudiar les possibilitats del seu projecte. La reunió, però, mai no es va arribar a celebrar per culpa del gran endarreriment de Ramírez, que va fer que els possibles inversors se n'anessin tips d'esperar-lo. El motiu del retard fou que, just quan Joan Ramírez sortia del seu taller per assistir a la reunió, arribà un client amb una avaria al seu Orix i Ramírez decidí de mirar-s'ho ell mateix, en aquell precís moment, amb la corresponent i fatal pèrdua de temps.